# Servei de porta

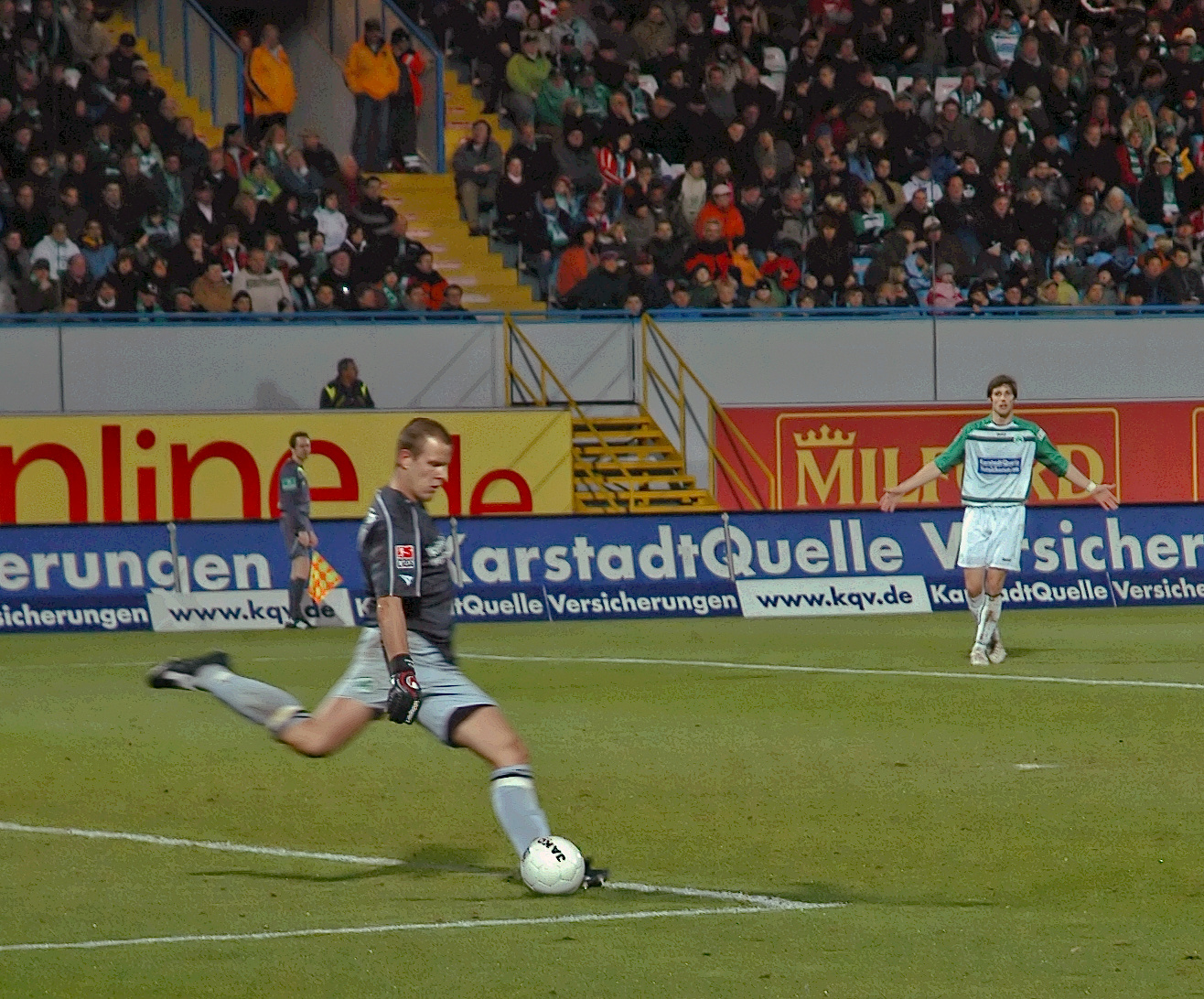
Servei de porta

Durant un partit de futbol, el servei de porta es realitza quan l'equip contrari tira la pilota fora del camp, per la línia de fons, o després que el porter hagi aturat la pilota.

## Tipus
Hi ha dos tipus de servei de porta, aquests són:
- Quan la pilota surt per la línia de fons, el Porter (dins l'àrea petita) ha de deixar la pilota a terra, i posteriorment agafar embranzida (si ho desitja) per treure.

- Quan el davanter de l'equip contrari llança la pilota i aquesta és aturada pel porter. En aquesta ocasió el porter podrà treure llançant la pilota amb la mà a un jugador del seu mateix equip. També es podrà treure llançant la pilota a l'aire i xutant-lo el més lluny possible de la seva àrea, en el moment en què aquest s'aproxima a terra. No obstant això, aquest últim fet no s'ha de recollir amb el nom servei de porta estrictament, ja que la pilota no ha acabat l'acció i segueix en joc, ja que no ha sortit del terreny de joc. És important diferenciar els dos serveis, ja que se li apliquen regles diferents. Per exemple, de servei de porta (sentit estricte) no hi pot haver fora de joc, i en l'altre cas sí.